# ミドルセックスセブンズ
ミドルセックスセブンズ（英: Middlesex Sevens）は、2011年までイングランド、ロンドン、トゥイッケナム・スタジアムで毎年開催されていたラグビーセブンズの大会である。1926年が初開催で、ロンドン在住のスコットランド人であるJ.A. Russell-Cargillによって始められた。75年間毎年ラグビーユニオンのシーズンが終わる5月に開催され、2001年にスタジアムと選手の都合が5月につかなくなったため8月に移動した。新たなプレミアシップ・ラグビー・セブンズシリーズによって以前は参加していたトップクラブの多くが引き上げたため、ミドルセックスセブンズは2011年大会が最後となった。
このラグビーセブンズ大会は慈善イベントであり、公式にはミドルセックス・チャリティー・セブンズと呼ばれた。受益者はウドゥン・スプーンとRFUの故障選手基金だった。ミドルセックス・チャリティー・セブンズは慈善基金のために1千万ポンド以上を集めた。
ミドルセックス・セブンズには多くの特筆すべき偉大な選手達が出場した。その中にはワイサレ・セレヴィ、エリック・ラッシュ、ローレンス・ダラーリオ、ヘンリー・ポール、ロビー・ポール、クライブ・ウッドワード、ウィル・カーリング、J・P・R・ウィリアムズ、アレクサンダー・オボレンスキー王子、フランク・ウィットコム、デイヴィッド・ソール、ヴァアイガ・ツイガマラ、マーティン・オファイア、ベン・ゴリングズ、サイモン・エイモア、デイヴィッド・ストレトル、ジョシュ・ルージー、アンディー・リプリー、オリー・フィリップスがいた。
伝統的にミドルセックスセブンズは招待大会であり、海外からの招待チーム、ラグビーユニオンのトップチームに挑む予選通過したチームが参加した。2005年、大会は12チームによる大会となり、プレミアシップ（イングランド1部）のチームのみが参加するようになった。2008年に大会に参加チーム数が16に戻された。2010年の決勝はロンドン・アイリッシュとULR Samurai（国際的な招待クラブ）との間でプレーされた。2011年大会にはブラジル代表が招待された。決勝はイーシャーRFCとSamuraiの間でプレーされた。
これまで2つのラグビーリーグクラブがミドルセックスで優勝している。1996年、ウィガンはバースとの歴史的なクラッシュ・オブ・ザ・コーズシリーズの前の肩慣らしとして、オファイア、ショーン・エドワーズ、アンディー・ファレル、ツイガマラ、そして若きジェイソン・ロビンソンを擁するスター勢揃いのチームをトゥイッケナムへ送り込んだ。2002年には、ブラッドフォード・ブルズがレスリー・ヴァイニコロの素晴しい活躍によってチャンピオンとなった。
女子ミドルセックスセブンズは大会最終年の2011年に行われ、Wooden Spoon Womenが優勝した。

## 優勝チーム一覧
- 1926 ハーレクインズ
- 1927 ハーレクインズ
- 1928 ハーレクインズ
- 1929 ハーレクインズ
- 1930 ロンドン・ウェルシュ
- 1931 ロンドン・ウェルシュ
- 1932 ブラックヒース
- 1933 ハーレクインズ
- 1934 バーバリアンズ
- 1935 ハーレクインズ
- 1936 セール・シャークス
- 1937 ロンドン・スコティッシュ
- 1938 ロンドン警視庁
- 1939 カーディフ
- 1940 聖マリア病院
- 1941 ケンブリッジ大学RUFC
- 1942 聖マリア病院
- 1943 聖マリア病院
- 1944 聖マリア病院
- 1945 ノッティンガム
- 1946 聖マリア病院
- 1947 ロズリンパーク
- 1948 ロンドン・ワスプス
- 1949 ヘリオッツFP
- 1950 ロズリンパーク
- 1951 リッチモンド
- 1952 ロンドン・ワスプス
- 1953 リッチモンド
- 1954 ロズリンパーク
- 1955 リッチモンド
- 1956 ロンドン・ウェルシュ
- 1957 エクセター大学セントルークス・カレッジ
- 1958 ブラックヒース
- 1959 ラフバー・カレッジズ
- 1960 ロンドン・スコティッシュ
- 1961 ロンドン・スコティッシュ
- 1962 ロンドン・スコティッシュ
- 1963 ロンドン・スコティッシュ
- 1964 ラフバー・カレッジズ
- 1965 ロンドン・スコティッシュ
- 1966 ラフバー・カレッジズ
- 1967 ハーレクインズ
- 1968 ロンドン・ウェルシュ
- 1969 エクセター大学セントルークス・カレッジ
- 1970 ラフバー・カレッジズ
- 1971 ロンドン・ウェルシュ
- 1972 ロンドン・ウェルシュ
- 1973 ロンドン・ウェルシュ
- 1974 リッチモンド
- 1975 リッチモンド
- 1976 ラフバー・カレッジズ
- 1977 リッチモンド
- 1978 ハーレクインズ
- 1979 リッチモンド
- 1980 リッチモンド
- 1981 ロズリンパーク
- 1982 スチュワーツ・メルビルFP
- 1983 リッチモンド
- 1984 ロンドン・ウェルシュ
- 1985 ロンドン・ワスプス
- 1986 ハーレクインズ
- 1987 ハーレクインズ
- 1988 ハーレクインズ
- 1989 ハーレクインズ
- 1990 ハーレクインズ
- 1991 ロンドン・スコティッシュ
- 1992 西サモア
- 1993 ロンドン・ワスプス
- 1994 バース
- 1995 レスター・タイガース
- 1996 ウィガン（ラグビーリーグ）
- 1997 バーバリアンズ
- 1998 バーバリアンズ
- 1999 ペンギンズ
- 2000 ペンギンズ
- 2001 英国陸軍
- 2002 ブラッドフォード・ブルズ（ラグビーリーグ）
- 2003 ノーサンプトン・セインツ
- 2004 英国陸軍
- 2005 グロスター
- 2006 ロンドン・ワスプス
- 2007 ニューカッスル・ファルコンズ
- 2008 ハーレクインズ
- 2009 ロンドン・アイリッシュ
- 2010 ULR Samurai
- 2011 Samurai International

## チーム別成績
| チーム                                     | 優勝回数 | 優勝年                                                                             |
| ------------------------------------------ | -------- | ---------------------------------------------------------------------------------- |
| ハーレクインズ                             | 14       | 1926, 1927, 1928, 1929, 1933, 1935, 1967, 1978, 1986, 1987, 1988, 1989, 1990, 2008 |
| リッチモンド                               | 9        | 1951, 1953, 1955, 1974, 1975, 1977, 1979, 1980, 1983                               |
| ロンドン・ウェルシュ                       | 8        | 1930, 1931, 1956, 1968, 1971, 1972, 1973, 1984                                     |
| ロンドン・スコティッシュ                   | 7        | 1937, 1960, 1961, 1962, 1963, 1965, 1991                                           |
| ロンドン・ワスプス                         | 5        | 1948, 1952, 1985, 1993, 2006                                                       |
| ラフバー・カレッジズ                       | 5        | 1959, 1964, 1966, 1970, 1976                                                       |
| 聖マリア病院                               | 5        | 1940, 1942, 1943, 1944, 1946                                                       |
| ロズリンパーク                             | 4        | 1947, 1950, 1954, 1981                                                             |
| バーバリアンズ                             | 3        | 1934, 1997, 1998                                                                   |
| ブラックヒース                             | 2        | 1932, 1958                                                                         |
| 英国陸軍                                   | 2        | 2001, 2004                                                                         |
| ペンギンズ                                 | 2        | 1999, 2000                                                                         |
| ULR Samurai                                | 2        | 2010, 2011                                                                         |
| セントルークス・カレッジ                   | 2        | 1957, 1969                                                                         |
| バース                                     | 1        | 1994                                                                               |
| ブラッドフォード・ブルズ（ラグビーリーグ） | 1        | 2002                                                                               |
| ケンブリッジ大学RUFC                       | 1        | 1941                                                                               |
| カーディフ                                 | 1        | 1939                                                                               |
| グロスター                                 | 1        | 2005                                                                               |
| ヘリオッツFP                               | 1        | 1949                                                                               |
| レスター・タイガース                       | 1        | 1995                                                                               |
| ロンドン・アイリッシュ                     | 1        | 2009                                                                               |
| ロンドン警視庁                             | 1        | 1938                                                                               |
| ニューカッスル・ファルコンズ               | 1        | 2007                                                                               |
| ノーサンプトン・セインツ                   | 1        | 2003                                                                               |
| ノッティンガム                             | 1        | 1945                                                                               |
| セール・シャークス                         | 1        | 1936                                                                               |
| スチュワーツ・メルビルFP                   | 1        | 1982                                                                               |
| 西サモア                                   | 1        | 1992                                                                               |
| ウィガン（ラグビーリーグ）                 | 1        | 1996                                                                               |